# Baixbus
Baixbus és la marca comercial sota la que operen tres empreses d'autobusos urbans i suburbans de les comarques del Baix Llobregat i del Barcelonès, que pertanyen al grup industrial Cinfromas S.L..

## Història
La marca comercial Baixbus té l'origen a l'empresa Mohn S.L., amb seu a Viladecans, que va ser fundada l'any 1939. Aquesta empresa opera diverses línies d'autobusos suburbans entre les poblacions de Gavà, Viladecans i Barcelona, i posteriorment també Castelldefels, Begues i Olesa de Bonesvalls, a més d'alguna línia urbana en aquelles poblacions.
El 1974, Mohn va adquirir l'empresa Oliveras S.A., fundada el 1927, que opera també diverses línies d'autobusos urbans i suburbans, centrades a les poblacions de l'Hospitalet de Llobregat, Sant Boi de Llobregat, Sant Feliu de Llobregat i Santa Coloma de Cervelló.
El 1991, els propietaris de Mohn van constituir l'empresa Rosanbus S.L., en principi per fer serveis de transport urbà a la ciutat de Barcelona, tot i que l'any 2003 es va fer càrrec dels serveis urbans, i d'alguns dels suburbans, de la ciutat de l'Hospitalet de Llobregat.
El 1999, la família propietària d'aquestes empreses va constituir la societat cartera (holding) Cinfromas S.L., en la qual es van agrupar aquestes tres empreses d'autobusos, a més d'una altra a Sevilla (Empresa Casal S.A.) i diversos concessionaris i tallers d'automoció.
A principis de l'any 2005, les tres empreses del grup Cinfromas al Baix Llobregat es van agrupar sota una única marca comercial, amb el nom de Baixbus. Malgrat això, cadascuna d'elles va mantenir la seva independència operativa i els colors tradicionals dels seus autobusos. Però, poc a poc, la nova marca es va anar utilitzant cada cop més per, especialment, donar una imatge de fortalesa com a grup, i oferir una informació més senzilla i transparent als usuaris.
La marca Baixbus va desaparèixer el 6 d'abril de 2024, dia en que les concessions de l'empresa Rosanbus S.L. van passar a ser operades pel grup Moventis. Anteriorment, el grup va perdre les concessions de Mohn S.L. (operades pel grup Avanza des del 26 de desembre de 2021) i d'Oliveras S.A. (operades per la UTE Monbus-Julià des del 16 de juliol de 2022).